# Vigik
Vigik est un système de contrôle d'accès physique conçu en France par La Poste.

## Le système
Un badge, de type Mifare, est attribué aux personnes autorisées : résidents, postiers, EDF, etc. Chaque fabricant commercialise les badges qui ne fonctionneront qu'avec ses systèmes.
À l'installation, certains prestataires sont pré-programmés : à la Poste et opérateurs courrier titulaires d’une autorisation L3 de l’ARCEP, à GRDF et Enedis, à France Telecom, aux services de sécurité, aux huissiers, aux entreprises de prospections et de publicité.
Des copropriétaires se sont plaints du fait que le badge soit aussi utilisable par les entreprises de prospection et de publicité. En effet, nombre d'entre elles voient leur accès facilité du fait de la possession du badge initialement prévu pour compléter le dispositif de sécurité dans la copropriété. 
Il existait un commerce parallèle de badges, permettant aux personnes non autorisées d'accéder dans une copropriété ou une propriété. Les revendeurs étaient aidés de professionnels, et le badge servait à faciliter des cambriolages, .  
Le système est critiqué comme étant complexe, onéreux, et fondé sur une technologie datée,.  
En 2014, un chercheur en sécurité a présenté les faiblesses du système : le contenu des badges est lisible (utilisation de cartes mémoire d’ancienne génération avec des attaques connues), les badges sont duplicables. La poste affirme (en 2014) que le système est audité régulièrement et sera fiable pendant au moins dix ans.
Depuis l’ouverture à la concurrence des marchés postaux, ce passe-partout est tombé entre les mains de nombreuses personnes ayant besoin d’accéder aux boîtes aux lettres, mais également entre celles des cambrioleurs : ainsi en 2020, trois cambrioleurs sur quatre interpellés avaient un passe Vigik.